# دست‌نوشته‌های ووینیچ

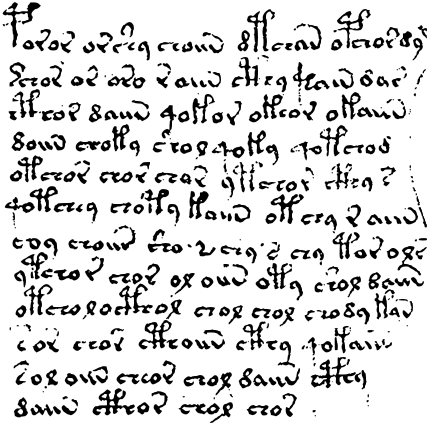
دست نوشته‌های ووینیچ به خط و زبان ناشناخته‌ای نوشته شده‌اند.

دست‌نوشته‌های ووینیچ (به انگلیسی: Voynich manuscript) به کتاب نقاشی شدهٔ اسرارآمیزی که در اروپا یافت شده‌است گفته می‌شود. گمان می‌رود که این کتاب در میان قرن‌های ۱۵ و ۱۶ میلادی نوشته شده باشد با این حال نویسندهٔ آن و همچنین زبان و الفبایی که این نوشتار به آن نوشته شده ناشناخته باقی مانده‌است.
این دست نوشته منبع تلاش‌های بسیاری در رمزنگاری برای پی بردن به مفهوم آن شده‌است و از معماهای مشهور در رمزنگاری متن‌های کهن‌اند. رمزنگاران بسیاری در جنگ جهانی دوم برای رمزگشایی این نوشته‌ها دست به کار شدند ولی آن‌ها همچنان مرموز و ناشناخته‌اند. شکست‌های پی در پی در دستیابی به معنای نوشتارهای این دست نوشته عده‌ای از پژوهشگران را بر این باور انداخته‌است که این نوشته‌ها یک فریب تاریخی‌اند.
هم‌اکنون این کتاب جزو دارایی‌های کتابخانه دانشگاه ییل در ایالات متحده است.

## تاریخچه

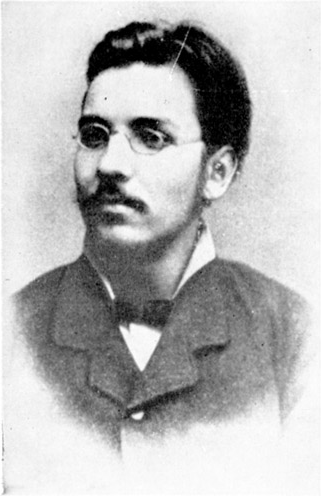
ویلفرد ووینیچ

تاریخ نگارش این دست نوشته نامعلوم است. از آنجا که زبان و الفبای نوشتار آن ناشناخته مانده تنها راه پی بردن به تاریخ تقریبی نگارش آن نقاشیهای موجود در کتاب است. پژوهشگران با بررسی نوع پوشش و آرایش موی مردمی که در نقاشی‌ها به نمایش درآمده‌اند و همچنین تصویرهایی از چند دژ در کتاب تاریخ پیدایش کتاب را میان سال‌های ۱۴۵۰ تا ۱۵۲۰ حدس می‌زنند.
این دست نوشته در طول تاریخ صاحبان بسیاری به خود دید تا آنکه در سال ۱۹۱۲ ویلفرد ووینیچ آمریکایی که این نوشته‌ها نام خود را از او می‌گیرند پس از خرید آن در ایتالیا، آن را با خود به آمریکا برد. در پی مرگ او و پس از مدتی این نوشته‌ها به دانشگاه ییل اهدا شد.

## مفهوم و هدف کتاب
مفهوم کلی که از صفحات به جا مانده از کتاب به دست می‌آید این است که کتاب یک دستور داروسازی قرون وسطی است. با این حال جزئیات رمزآلود نگاره‌های کتاب دیدگاه‌های گوناگونی دربارهٔ منشأ پیدایش آن را پدیدآورده. الفبای به کار رفته در کتاب همانند هیچ‌کدام از متن‌های شناخته شده نیست با این حال بررسی‌های آماری الگوهایی در متن همانند الگوهای به کار رفته در زبان‌های طبیعی را نشان می‌دهد. برای نمونه پراکندگی واژگان این کتاب همانند متن‌های لاتین و انگلیسی است. با این حال «زبان» به کار رفته در کتاب مانند هیچ‌کدام از زبان‌های اروپایی نیست.
ویژگی‌های بسیار اسرارآمیز این دست نوشته و محتوای شک‌برانگیز نگاره‌های آن باعث شده‌است که عده‌ای از پژوهشگران دربارهٔ راست بودن این نوشته‌ها اظهار تردید کنند و آن‌ها را فریب بخوانند. در دیگر سوی متن نوشته پیچیده‌تر و راز آلوده تر از یک فریب ساده‌است. با آن که نوشته‌های فریب کارانهٔ آن دوران بیشتر مشوش و خدشه دار بودند این دست نوشته دارای ویژگی‌هایی است که تنها با ابزارهای نوین آماری می‌توان به آن پی برد. پرسشی که مطرح می‌شود این است که چرا نویسنده‌ای باید برای ساختن چنان الگوریتم پیچیده‌ای به منظور فریب هم عصران خود تلاش کند.
در سال ۲۰۰۷ میلادی مقاله‌ای چاپ شده بدست پژوهشگر اتریشی آندریاس شینر نگره فریب بودن دست نوشته‌های وینیش را پشتیبانی کرد. شینر نشان داد که ویژگی‌های آماری دست نوشته بیشتر همانند متنی بی‌معنی ساخته شده با الگوهای نیمه-تصادفی است. در همان سال کلود مارتین اعلام کرد که این دست نوشته‌ها بر پایه یک الگوریتم قلب‌سازی حلقوی اعداد، دروغین و ساختگی‌اند. برای نمونه عدد ۱۲۳۴ می‌تواند به گونه ۳۱۲۴ نوشته شود و متنی همانند وینیش با این روش بدست آید ولی این که چرا چنین روشی باید در آن دوران به کار گرفته می‌شده بی پاسخ می‌ماند. به گفته خود مارتین روش رمزشناسی آن‌ها با آنچه که در قرون وسطی مرسوم بوده و کاردان و راجر بیکن به کار می‌برده‌اند تفاوت داشته‌است.
اوایل سال ۲۰۱۸ میلادی Greg Kondrak کارشناس پردازش زبان طبیعی دانشگاه آلبرتا اعلام کرد محققان با استفاده از هوش مصنوعی و متونی به زبان‌های مختلف، توانسته‌اند کشف کنند این دست نوشته‌ها به گونه‌ای واروواژه‌نگاری از زبان عبری هستند و توانستند با این الگو جملاتی از کتاب را رمزگشایی کنند.

## فرضیه‌های زبانی
فرضیه‌های متعددی درباره «زبان» دست‌نوشته ووینیچ، که به آن ووینیچی (Voynichese) گفته می‌شود، ارائه شده است:

### رمزها
بر اساس نظریه «رمز مبتنی بر حروف»، متن دست‌نوشته ووینیچ در واقع متنی معنادار به یکی از زبان‌های اروپایی است که به عمد و از طریق نگاشت (Mapping) آن به الفبای خاص این دست‌نوشته و به وسیله نوعی رمزنگاری بر مبنای حروف، به شکل مبهم و رمزآلود در آمده است. در این نظریه، از الگوریتمی استفاده شده که بر پایه حروف منفرد عمل می‌کند. این فرضیه، مبنای اکثر تلاش‌های رمزگشایی در قرن بیستم بوده است؛ از جمله گروهی غیررسمی از رمزنگاران آژانس امنیت ملی آمریکا (NSA) به رهبری ویلیام اف. فریدمن در اوایل دهه ۱۹۵۰. 
در مقابل، این استدلال مطرح است که تقریباً همه نظام‌های رمزنویسی که با آن دوره تاریخی همخوانی دارند، با آنچه در دست‌نوشته ووینیچ دیده می‌شود، مطابقت ندارند. به عنوان مثال، رمزهای جایگزینی ساده (Simple Substitution Ciphers) کنار گذاشته می‌شوند، چون توزیع فراوانی حروف در دست‌نوشته، شباهتی به هیچ زبان شناخته‌شده‌ای ندارد. از طرفی، تعداد کم اشکال مختلف حروف در دست‌نوشته باعث می‌شود رمزهای نامنکلاتور (Nomenclator) و هم‌آوایی (Homophonic Ciphers) نیز نامحتمل باشند؛ چرا که این نوع رمزها معمولاً از الفباهای رمزی بزرگ‌تری استفاده می‌کنند. رمزهای چندالفبایی (Polyalphabetic Ciphers) که توسط آلبِرتی در دهه ۱۴۶۰ اختراع شدند و بعدها به شکل رمز ویژنر (Vigenère) در آمدند، معمولاً متن رمزشده‌ای تولید می‌کنند که در آن اشکال رمزی با احتمال تقریباً برابری ظاهر می‌شوند؛ در حالی که در دست‌نوشته ووینیچ، توزیع حروف، بیشتر شبیه یک زبان طبیعی به نظر می‌رسد.
با این حال، وجود گروه‌های فشرده‌ای از شکل‌های تکراری در دست‌نوشته (مانند «or»، «ar»، «ol»، «al»، «an»، «ain»، «aiin»، «air»، «aiir»، «am»، «ee»، «eee» و غیره) نشان می‌دهد که ممکن است در اینجا از نوعی رمز پرحرف (Verbose Cipher) استفاده شده باشد؛ یعنی هر حرف در متن اصلی، به گروهی از حروف ساختگی تبدیل شده باشد. برای نمونه، در دو خط اول صفحه f15v عبارت‌هایی چون «oror or» و «or or oro r» دیده می‌شود که شباهت زیادی به نحوه رمزنگاری پرحجم اعداد رومی مانند «CCC» یا «XXXX» دارند.

### نگارش تندنویسی (Shorthand)
در سال ۱۹۴۳، جوزف مارتین فیلی (Joseph Martin Feely) پیشنهاد داد که دست‌نوشته ووینیچ ممکن است در واقع یک دفترچه علمی باشد که به زبانی مانند لاتین و به وسیله یک نظام تندنویسی خصوصی و با استفاده از اختصارات نوشته شده است.
با این حال، به گفته مری دی‌امپریو (Mary D'Imperio)، "سایر پژوهشگران به‌اتفاق، خوانش‌های پیشنهادی فیلی از متن را رد کردند" و این فرضیه که متن از طریق "سیستمی از اشکال اختصاری" نوشته شده باشد نیز مورد قبول واقع نشد.

### استگانوگرافی (Steganography)
بر اساس این نظریه، متن دست‌نوشته ووینیچ در اصل عمدتاً بی‌معناست، اما اطلاعات معنادار در جزئیات ظاهراً کم‌اهمیت پنهان شده‌اند — مثلاً در حروف دوم هر واژه، یا در تعداد حروف هر سطر. این روش که استگانوگرافی (پنهان‌نگاری) نام دارد، بسیار کهن است و نخستین بار توسط یوهانس تریتمیوس در سال ۱۴۹۹ توصیف شده است. هرچند گمان می‌رفت که متن آشکار (Plain Text) ممکن است با استفاده از شبکه کاردان (یعنی یک صفحه مشبک با بخش‌های بریده‌شده که متن معنادار را آشکار می‌کند) استخراج شود، اما این موضوع اندکی بعید به نظر می‌رسد؛ چرا که واژه‌ها و حروف در این دست‌نوشته مطابق یک شبکه منظم و قاعده‌مند قرار نگرفته‌اند. با این وجود، اثبات یا رد فرضیه‌های مبتنی بر استگانوگرافی دشوار است، چرا که متون پنهان‌شده (Stegotexts) می‌توانند به شکل دلخواه و به شدت پیچیده و دشوار برای کشف طراحی شوند.
همچنین پیشنهاد شده است که شاید اطلاعات معنادار در طول یا شکل برخی از حرکت‌های قلم در حروف این دست‌نوشته کدگذاری شده باشد.

### زبان طبیعی (Natural Language)
تحلیل‌های آماری انجام‌شده بر روی متن دست‌نوشته نشان می‌دهد که الگوهای آن شباهت‌هایی با زبان‌های طبیعی دارد. برای نمونه، میزان آنتروپی واژگانی (حدود ۱۰ بیت در هر واژه) مشابه متون انگلیسی و لاتین است. استدلال شده است که دست‌نوشته ووینیچ "در بیشتر موارد با زبان‌های طبیعی همخوانی دارد و با متون تصادفی (بی‌معنا) ناسازگار است."
زبان‌شناس ژاک گای (Jacques Guy) زمانی پیشنهاد داد که متن دست‌نوشته ممکن است متنی به زبانی طبیعی و کمتر شناخته‌شده باشد که به شکل متن ساده (Plaintext) و با الفبایی ابداعی نوشته شده است. او در ابتدا به شوخی زبان چینی را مطرح کرد، اما بعد از مقایسه آمار طول واژه‌ها در زبان‌های ویتنامی و چینی، این فرضیه را جدی‌تر گرفت. در بسیاری از خانواده‌های زبانی شرق و مرکز آسیا -عمدتاً خانواده زبان‌های سینوتبتی (مانند چینی، تبتی و برمه‌ای)، آستروآسیاتیک (مانند ویتنامی، خِمر و غیره) و احتمالاً تای (مانند تایلندی و لائوسی)- تکواژها معمولاً تک‌هجایی هستند.
چایلد (Child) در سال ۱۹۷۶، که زبان‌شناس زبان‌های هندواروپایی در آژانس امنیت ملی آمریکا (NSA) بود، این فرضیه را مطرح کرد که دست‌نوشته به یکی از "گویش‌های ناشناخته ژرمنی شمالی" نوشته شده است.
او در متن این دست‌نوشته، ساختار نحوی اسکلت‌وار شناسایی کرد که چند مؤلفه آن یادآور برخی زبان‌های ژرمنی است؛ در حالی که محتوای آن "بسیار مبهم" بیان شده است.
در ژانویه ۲۰۱۴، استیون بَکس (Stephen Bax)، استاد دانشگاه بدفوردشر، پژوهش خود درباره این دست‌نوشته را منتشر کرد که در آن از روش "از پایین به بالا" برای درک متن استفاده می‌کرد. روش او مبتنی بر شناسایی اسامی خاص در متن، در ارتباط با تصاویر مرتبط و با مقایسه با زبان‌های هم‌عصر بود. او در مقاله‌ای که به‌صورت آنلاین منتشر کرد، ترجمه اولیه ۱۴ نویسه و ۱۰ واژه را پیشنهاد داد.
بکس این احتمال را مطرح کرد که این دست‌نوشته رساله‌ای درباره طبیعت بوده که به یک زبان طبیعی نوشته شده، نه به رمزی پیچیده. اما از زمان درگذشت بکس در سال ۲۰۱۷، پژوهش بیشتری در این مسیر صورت نگرفته است.
در سال ۲۰۲۳، از یادگیری عمیق (Deep Learning) به‌عنوان روشی محاسباتی برای تحلیل خانواده‌های زبانی و بررسی اینکه الفبای این دست‌نوشته به کدام زبان‌ها ممکن است وابسته باشد، استفاده شد. پژوهشگران با بهره‌گیری از الگوریتم‌های یادگیری عمیق نشان دادند که در میان نمونه‌ای از هفت خط باستانی هندی، بیشترین شباهت را با خط خوجکی (Khojki) دارد.
تاکر و تالبِرت (Tucker & Talbert) در سال ۲۰۱۴ مقاله‌ای منتشر کردند که در آن ادعا شد ۳۷ گیاه، ۶ جانور و یک کانی موجود در دست‌نوشته، با تصاویر موجود در کتاب Libellus de Medicinalibus Indorum Herbis  یا نسخه  Badianus Manuscript، که کتاب گیاه‌شناسی آزتک‌ها در سال ۱۵۵۲ است، مطابقت دارد.
آنان با استناد به وجود آتاکامیت (یک نوع ماده معدنی) در رنگ‌دانه‌های دست‌نوشته، و همچنین تشابه گیاهان آن با گیاهان اسپانیای نو (مکزیک مستعمره)، این فرضیه را مطرح کردند که متن به زبان ناواتل (زبان آزتک‌ها) نوشته شده است. آن‌ها تاریخ نگارش دست‌نوشته را بین سال‌های ۱۵۲۱ (تسخیر امپراتوری آزتک توسط اسپانیایی‌ها) و حدود ۱۵۷۶ تخمین زدند. این تاریخ‌ها با تاریخ رادیوکربنی پوست نگارش (Vellum) و دیگر عناصر دست‌نوشته تناقض دارد؛ اما این پژوهشگران احتمال دادند که پوست نگارش ممکن است سال‌ها در انبار نگهداری و بعدها استفاده شده باشد. با این حال، تحلیل آنان از سوی سایر پژوهشگران دست‌نوشته ووینیچ مورد انتقاد قرار گرفت.
منتقدان معتقد بودند که یک جاعل ماهر می‌توانسته تصاویری از گیاهانی طراحی کند که تصادفاً شباهتی گذرا به گیاهان واقعی کشف‌نشده داشته باشند.
متخصص زبان ناهواطل، ام. پی. هانسن (M. P. Hansen) نیز خوانش‌های پیشنهادی آنان را "کاملاً بی‌اساس" دانست.

### زبان ساختگی (Constructed Language)
ساختار درونی خاص و عجیب واژه‌های موجود در دست‌نوشته ووینیچ، ویلیام اف. فریدمن (William F. Friedman) را به این گمان رساند که ممکن است متن این دست‌نوشته به زبانی ساختگی (مصنوعی) نوشته شده باشد.
در سال ۱۹۵۰، فریدمن از افسر ارتش بریتانیا، جان تیلتمن (John Tiltman) خواست که چند صفحه از این متن را تحلیل کند؛ اما تیلتمن به چنین نتیجه‌ای نرسید.
تیلتمن در مقاله‌ای در سال ۱۹۶۷ نوشت:
پس از مطالعه گزارش من، آقای فریدمن عقیده خود را با من در میان گذاشت و گفت که باور دارد اساس این متن، نوعی شکل ابتدایی از زبان مصنوعی و جهانی است؛ شبیه آنچه بعدها در قالب دسته‌بندی فلسفی ایده‌ها توسط اسقف ویلکینز در سال ۱۶۶۷ و دالگارنو اندکی پس از آن ارائه شد.
اما مشخص بود که آثار این دو نفر بیش از حد منظم و نظام‌مند بود و اگر متنی شبیه آن وجود داشت، بلافاصله قابل تشخیص می‌بود.
به نظر من، تحلیل من نشان می‌داد که متن دست‌نوشته حاوی ترکیبی نامتناسب و پیچیده از انواع مختلف رمزگذاری جایگزین (substitution) است. 
مفهوم زبان ساختگی قدمتی طولانی دارد و نمونه آن را می‌توان در اثر جان ویلکینز به نام زبان فلسفی (Philosophical Language) در سال ۱۶۶۸ مشاهده کرد. با این حال، این ایده دو سده پس از تاریخ تقریبی نگارش دست‌نوشته ووینیچ مطرح شده است. در بیشتر نمونه‌های شناخته‌شده از زبان‌های مصنوعی، دسته‌بندی واژگان به‌وسیله افزودن پسوندها انجام می‌شود (مانند زبان‌های ترکیبی یا Fusional languages)؛ در نتیجه، متنی که به موضوع خاصی بپردازد، دارای واژه‌هایی با پیشوندهای مشترک می‌شود. برای مثال، نام تمامی گیاهان ممکن است با حروف مشابهی آغاز شود، و همین‌طور برای نام بیماری‌ها و غیره.
این ویژگی می‌توانست دلیل تکرارهای فراوان در متن دست‌نوشته ووینیچ را توضیح دهد. اما با این وجود، تا کنون هیچ‌کس نتوانسته است معنای معتبری برای هیچ‌یک از پیشوندها یا پسوندهای احتمالی در این دست‌نوشته ارائه کند.

### شوخی یا فریب (Hoax)
این واقعیت که دست‌نوشته ووینیچ تاکنون از رمزگشایی در امان مانده، باعث شده برخی پژوهشگران این فرضیه را مطرح کنند که شاید متن اصلاً معنای خاصی در بر نداشته باشد و در واقع یک حقه‌ی قرون وسطایی بوده است.
در سال ۲۰۰۳، دانشمند علوم کامپیوتر گوردون راگ (Gordon Rugg) نشان داد که می‌توان متنی با ویژگی‌هایی شبیه به دست‌نوشته ووینیچ تولید کرد؛ آن هم با استفاده از جدولی شامل پیشوندها، ریشه‌ها و پسوندهای کلمات که از طریق یک صفحه کاغذی سوراخ‌دار انتخاب و ترکیب می‌شدند. این وسیله که بعدها به نام شبکه کاردان (Cardan grille) شناخته شد، در حدود سال ۱۵۵۰ میلادی و بیش از ۱۰۰ سال پس از تاریخ تقریبی نگارش دست‌نوشته ووینیچ اختراع شده بود. برخی معتقدند شباهت میان متن‌های شبه‌زبان تولیدشده در آزمایش‌های راگ و دست‌نوشته ووینیچ صرفاً ظاهری است، و روش کاردان در هر صورت می‌تواند هر زبانی را تا حدی شبیه‌سازی کند.
در آوریل ۲۰۰۷، پژوهشی از محقق اتریشی آندریاس شینر (Andreas Schinner) در مجله Cryptologia منتشر شد که از فرضیه فریب حمایت می‌کرد. شینر معتقد بود که ویژگی‌های آماری متن دست‌نوشته بیشتر با متن‌های بی‌معنای تولیدشده از روش‌های شبه‌تصادفی (مانند روشی که راگ پیشنهاد داده بود) مطابقت دارد تا با متون لاتین یا آلمانی قرون وسطایی.
از سوی دیگر، برخی پژوهشگران ادعا کرده‌اند که متن دست‌نوشته ووینیچ بیش از حد پیچیده است که صرفاً یک فریب باشد.
در سال ۲۰۱۳، مارچلو مونتمورو (Marcelo Montemurro)، فیزیکدان نظری از دانشگاه منچستر، نتایجی منتشر کرد که نشان می‌داد شبکه‌های معنایی در متن وجود دارد؛ مثلاً واژه‌هایی با بار معنایی در بخش‌هایی خاص به صورت خوشه‌ای ظاهر می‌شوند، یا هنگام تغییر موضوع، واژه‌های جدید به کار می‌رود. او معتقد بود که بعید است این ویژگی‌ها در آن دوران به صورت عمدی در یک متن ساختگی گنجانده شده باشد، چرا که دانش علمی لازم برای شناخت این ساختارهای زبانی در آن زمان وجود نداشته است. در سال ۲۰۲۱، پژوهشگران دانشگاه ییل (Yale) با استفاده از تحلیل tf-idf ارتباط میان خوشه‌های موضوعی در متن و موضوعاتی را که از طریق نگاره‌ها و بررسی مطالعه نسخه‌خطی (paleography) قابل شناسایی بود، بررسی کردند. آن‌ها نتیجه گرفتند که خوشه‌های استخراج‌شده از تحلیل‌های آماری تا حدی با موضوع نگاره‌ها همخوانی دارند، که می‌تواند نشانه‌ای از وجود متن معنادار در دست‌نوشته باشد.
با این حال، گروهی دیگر از پژوهشگران معتقدند که چنین الگوهای پیچیده‌ای حتی در اسناد ساختگی هم می‌تواند ظاهر شود.
در سال ۲۰۱۶، گوردون راگ و گوین تیلور (Gavin Taylor) مقاله دیگری در Cryptologia منتشر کردند و نشان دادند که روش شبکه کاردان می‌تواند بسیاری از ویژگی‌های در مقیاس بزرگ متن را بازتولید کند. در سال ۲۰۱۹، تورس‌تن تیم (Torsten Timm) و آندریاس شینر مقاله‌ای ارائه دادند که در آن استدلال کردند متن دست‌نوشته با فرآیندی به نام "استناد به خود" (self-citation)  تولید شده است؛ بدین صورت که کاتبان، کلمات بی‌معنی قبلی را کپی کرده و کمی تغییر داده‌اند. آن‌ها با شبیه‌سازی رایانه‌ای این فرآیند نشان دادند که چنین الگوریتمی می‌تواند بسیاری از ویژگی‌های آماری دست‌نوشته را بازتولید کند. سرانجام در سال ۲۰۲۲، پژوهشگران دانشگاه ییل، دانیل گاسکل (Daniel Gaskell) و کلر بَورن (Claire Bowern) نتایج آزمایشی را منتشر کردند که در آن از شرکت‌کنندگان خواسته شده بود متن بی‌معنی بنویسند. نتایج نشان داد که این متن‌های ساختگی اغلب کاملاً غیرتصادفی بوده و بسیاری از ویژگی‌های آماری عجیب و غریب موجود در دست‌نوشته ووینیچ را هم در خود داشتند. این یافته‌ها از این ایده پشتیبانی می‌کند که برخی ویژگی‌های متن می‌توانند در یک فریب ماهرانه هم پدیدار شوند.

### آواگویی (Glossolalia)
در کتابی که گری کندی (Gerry Kennedy) و راب چرچیل (Rob Churchill) در سال ۲۰۰۴ منتشر کردند، این احتمال مطرح شده که دست‌نوشته ووینیچ ممکن است نمونه‌ای از آواگویی (سخن گفتن به زبانی ناشناخته و بی‌معنی در حالت خلسه)، ارتباط با ارواح، یا نوعی هنر حاشیه‌ای و غیررسمی (outsider art) باشد. اگر چنین باشد، نویسنده تحت تأثیر نوعی اجبار درونی یا شنیدن صداها، حجم زیادی متن نوشته که بیشتر به جریان سیال ذهن شباهت دارد. در آواگویی، معمولاً زبانی ساختگی به کار می‌رود که از تکه‌هایی از زبان مادری نویسنده تشکیل شده است، گرچه استفاده از الفبایی ابداعی برای این کار چندان رایج نیست.
کندی و چرچیل با استناد به آثار هیلدگارد فون بینگن (Hildegard von Bingen) که در دوران حملات شدید میگرن، نگاره‌هایی با ویژگی‌های خاص خلق می‌کرد؛ شباهت‌هایی میان دست‌نوشته ووینیچ و تصاویر او یافته‌اند. از جمله این شباهت‌ها می‌توان به وفور طرح‌های شبیه به "جریان ستارگان" و ماهیت تکرارشونده‌ی شخصیت‌های زن (nymphs) در بخش آب‌درمانی (balneological) دست‌نوشته اشاره کرد.
این نظریه بحث‌برانگیز است و در عمل اثبات یا رد قطعی آن بدون رمزگشایی از متن ممکن نیست. کندی و چرچیل خودشان نیز چندان مطمئن به درستی این فرضیه نیستند، اما آن را محتمل می‌دانند. در فصل پایانی کتاب، کندی عقیده دارد که این دست‌نوشته یک شوخی یا فریب است. در مقابل، چرچیل این احتمال را مطرح می‌کند که دست‌نوشته یا یک زبان مصنوعی فراموش‌شده (مطابق نظریه فریدمن) بوده، یا یک فریب؛ و این دو گزینه را محتمل‌ترین فرضیه‌ها می‌داند. با این حال، او نتیجه می‌گیرد که اگر این دست‌نوشته یک اثر اصیل و واقعی باشد، احتمالاً نویسنده‌ آن دچار بیماری روانی یا هذیان بوده است.